# Lidia Axionova
Lidia Axionova (en ruso: Лидия Валериановна Аксёнова; en rumano: Lidia Axionov; en inglés: Lydia Axionova; Pokrovsk, 19 de julio de 1923 – Chisináu, 18 de septiembre de 2019) fue una directora de orquesta, pedagoga, teórica de la dirección y escritora musical soviética y moldava. Fue la primera mujer en dirigir una orquesta sinfónica en Moldavia y la primera profesora de dirección coral en el país. Artista Emérita de Moldavia.

## Biografía

### Primeros años y formación
Lidia Axionova nació el 19 de julio de 1923 en Pokrovsk (actualmente Engels, óblast de Sarátov, Rusia), hija del abogado Valerian Mijáilovich Aksenov y la maestra Klavdia Ivanovna Aksenova (de soltera Jivaeva). Debido a los éxitos judiciales de su padre en los años 20 en Moscú, Sarátov, Samara y Kazán, que generaron descontento en el OGPU, la familia se mudó a Balzer (hoy Krasnoarmeisk).
Destacada estudiante, Lidia practicó ballet, pintura, deportes y tomó clases de piano, y por las tardes su canto hacía que los transeúntes se detuvieran frente a la casa de los Aksenov. En 1941, tras graduarse con un certificado de honor y una medalla por excelencia académica, quiso ingresar al conservatorio, pero el inicio de la Gran Guerra Patria y una orden del Comisariado del Pueblo de Educación la obligaron a quedarse en su escuela impartiendo clases de alemán. Tras un año de trabajo, solicitó estudiar en el Instituto Médico de Sarátov y obtuvo el permiso. Mientras estudiaba en el instituto, Lidia trabajaba como enfermera en un hospital militar y actuaba en brigadas de conciertos para soldados heridos.
En uno de los conciertos, donde interpretó Voces primaverales de Strauss, estuvo presente la profesora del Conservatorio de Sarátov, Alevtina Paskhalova, quien, al escuchar su fuerte y hermoso soprano coloratura, la invitó a estudiar en el Conservatorio de Sarátov.
En 1944, Lidia abandonó la medicina para estudiar en el Conservatorio de Sarátov con Paskhalova.
En el conservatorio conoció a Max Fishman, participante en la resistencia polaca contra el fascismo, estudiante de piano recientemente liberado de un campo de trabajo correccional (Gulag), donde había sido internado por ser ciudadano de un país no amistoso con la URSS. A pesar de las advertencias de sus amigas, Lidia se casó con él en 1945. La familia de Lidia acogió a Max con amor y calidez, aunque esto era peligroso en aquella época. La pareja fue enviada a Minsk para estudiar en la Academia Estatal de Música de Bielorrusia.
Tras el nacimiento de su primer hijo en 1946, Lidia perdió la voz y, por consejo de Paskhalova, se trasladó al departamento de dirección sinfónica, y luego coral.

### Carrera en Moldavia
Tras graduarse en 1952, Lidia recibió una oferta para enseñar en la Academia de Música de Bielorrusia y convertirse en directora de coro del Coro Académico Estatal bajo la tutela de Grigori Chirma. Sin embargo, las campañas anticosmopolitas en la URSS impidieron que Max Fishman encontrara empleo en Minsk, y la pareja se mudó a Gómel, donde comenzaron a enseñar en la Escuela de Música. Medio año después, por recomendación de Grigori Chirma, recibieron una nueva asignación del Ministerio de Educación de la URSS para trasladarse a Chisináu, a la Conservatorio Estatal de Moldavia, que carecía de personal docente.
Axionova desempeñó un papel fundamental en el desarrollo del arte coral moldavo. Dirigió el departamento de dirección coral, el orquesta del Teatro Dramático Ruso A. P. Chéjov, el coro del conservatorio y preparó espectáculos operísticos. Fue la primera mujer en dirigir una orquesta sinfónica en Moldavia y la primera profesora de dirección coral del país.
Entre 1964 y 1979, lideró el coro de la Escuela Musical Especial E. Coca, con un repertorio de cerca de 200 obras, desde clásicos rusos y extranjeros hasta música sacra y de vanguardia, aunque la música espiritual y de vanguardia no era bien recibida por los funcionarios musicales. Inició el Festival de la Canción Infantil, dirigiendo coros de entre 700 y 10.000 niños. Este coro inspiró a compositores moldavos a crear para niños. Se realizó un documental, Mi Moldavia, y el coro actuó en escenarios prestigiosos y en radio y televisión.
El coro se convirtió en un centro metodológico para la educación coral, acogiendo clases abiertas y conferencias para pedagogos soviéticos. Más de 1.000 jóvenes coristas fueron formados por Axionova, muchos de los cuales se convirtieron en figuras destacadas del arte moldavo. Inició el Festival de la Canción, dirigiendo coros de 700 a 10.000 niños.
Durante más de 70 años, Axionova formó a más de 350 especialistas, muchos de los cuales trabajan en países de la antigua URSS, Alemania, España, Francia, Inglaterra, Bulgaria, Estados Unidos, Rumanía, Italia, Israel, Turquía y otros países.
Su escuela de dirección coral, reconocida más allá de Moldavia, se transmite de generación en generación. Escribió numerosos manuales, repertorios y programas, algunos publicados en Chisináu y Moscú, otros conservados en la biblioteca de AMTAP.
Lidia Axionova falleció el 18 de septiembre de 2019 en Chisináu y fue sepultada en el cementerio de San Lázaro, junto a su esposo.

## Alumnos
Entre los alumnos de Axionova se encuentran músicos y pedagogos destacados, como:
- Sofia Rotaru, Artista del Pueblo de la URSS, Heroína de Ucrania, cantante célebre.
- Teodor Zgureanu, Artista del Pueblo de Moldavia, profesor, director de la capilla «Doïna» y del coro «Moldova».
- Ilona Stepan, Artista del Pueblo de Moldavia, profesora, directora de la capilla «Doïna» y del Coro Nacional de Cámara.
- Eduard Markin, Artista del Pueblo de Rusia, profesor, fundador del Coro de Cámara de Vladimir.
- Svetlana Popova, Artista del Pueblo de Moldavia, directora en el Teatro Nacional de Ópera y Ballet.
- Tatiana Tverdokhleb — Artista del Pueblo de Transnistria, profesora, rectora (2005-2013) del Colegio Superior de Música Rubinstein de Transnistria, directora artística y directora del Coro Estatal de Transnistria.
- Verónica Galescu — Artista Meritoria de Moldavia, fue decana de la facultad de la Academia de Música, Teatro y Artes Visuales de Moldavia.
- Mijaíl Magalnik — Artista Meritorio de Ucrania, fue director principal del Teatro Musical y Dramático Ucraniano de Crimea.
- Alexei Vinogradski — Fue director coral principal y director del Teatro Nacional de Ópera y Ballet de la República de Moldavia, posteriormente director de coros en la Ópera Estatal de Ankara, la Ópera y Ballet Estatal de Esmirna, la Ópera y Ballet Estatal de Samsun y la Ópera y Ballet Estatal de Mersin (Turquía).
- Larisa Balaban — Doctora en Estudios de Arte, profesora asociada de la Academia de Música, Teatro y Artes Visuales de Moldavia.
- Luminita Gutanu — Doctora en Estudios de Arte, impartió clases en la Academia de Música, Teatro y Artes Visuales de Moldavia, directora principal de varios coros en Rumania.
- Irina Cholak — Pedagoga destacada de dirección coral en la República de Moldavia, regente del Templo Ortodoxo de la Ascensión del Señor en Chisináu.
- Ivan Melnik — Pedagogo del Colegio de Música de Tiraspol, director del coro popular de aficionados al canto de Tiraspol, regente en el Monasterio de la Ascensión y Novo-Nyamets (Kitskani).
- Natalia Konstantin (Sprinchan) — Directora del Coro Filarmónico Estatal «Transilvania» de Cluj-Napoca (Rumania).
- Svetlana Siloch — Profesora de «ARS Escuela de Música y Danza» y «AfinArte, escuela de música y baile», directora y directora principal de los coros «Coral Almayrit» y «Galileo» en Madrid (España).
- Vyacheslav Obruchkov — Director coral y director del Teatro Nacional de Ópera y Ballet de la República de Moldavia María Bieșu, fue director del coro estudiantil del Colegio Superior de Música Rubinstein de Transnistria, actualmente trabaja en Austria.
- Veronica Garștea, Artista del Pueblo de la URSS, profesora, directora artística y directora principal de la capilla «Doïna» (estudió en cursos de literatura coral y lectura de partituras corales con la profesora Lidia Axiónova).[9]

## Familia
- Padre: Valerian Mijáilovich Axionov (1894–1980), abogado reconocido.
- Madre: Klavdia Ivanovna Axionova (nacida Jivaeva, 1892–1967), maestra, condecorada con la Orden de Lenin.
- Hermano: Vladímir Valerianovich Aksenov (1919–1998), ingeniero químico, participante en la Gran Guerra Patria, estadista y dirigente económico.[10]
- Esposo: Max Fishman (1915–1985), compositor, pianista, pedagogo.
- Hijo: Băno Axionov (n. 1946), actor, director, Artista Emérito de Moldavia.
- Hijo: Artur Aksenov (n. 1956), pianista, profesor en la Escuela Estatal de Música Gnessin.[11][12]

## Premios
- Medalla del Veterano del Trabajo (URSS)
- Artista Emérita de Moldavia
- Orden de la Gloria del Trabajo (Moldavia)
- Orden del Honor (Moldavia, 2013)

## Publicaciones
- Axionova, L. V. Repeticiones con un coro (Chisináu: Cartea Moldovenească, 1966, 56 p.)
- Axionova, L. V. «Canciones de Bielorrusia», Sovietskaia Moldavia (Chisináu, 1970)
- Axionova, L. V., Bogdanovski, E. M. Música coral moldava (Chisináu: Cartea Moldoveneasca, 1972, 52 p.)
- Axionova, L. V. Clase coral en una escuela musical especializada (Moscú, 1973)
- Axionova, L. V. Curso sobre literatura coral extranjera (Chisináu: AMTAP, 1976, biblioteca AMTAP)
- Axionova, L. V. Literatura coral soviética, partes 1 y 2 (Chisináu: AMTAP, 1977–1978, biblioteca AMTAP)
- Axionova, L. V. Rol del Instituto de Artes en el canto coral infantil en Moldavia (Chisináu, 1980)
- Axionova, L. V. Formación de especialistas en instituciones culturales (Chisináu, 1980)
- Axionova, L. V. «Vida en la música: sobre G. Strezev» Vecherni Kishinev (7 de julio de 1994)
- Axionova, L. V. Georgi Strezev (Chisináu: Inessa, 2003, 96 p.)
- Axionova, L. V. Compositores moldavos para niños (Chisináu: AMTAP, 2008, 30 p., ISBN 978-9975-9999-4-6)